# Нормандська операція
Норма́ндська опера́ція (англ. Invasion of Normandy) — стратегічна операція, яка була проведена 6 червня — 25 липня 1944 року військами союзників (США, Великою Британією, Канадою тощо), як перша частина стратегічної операції «Оверлорд» під час Другої світової війни в північно-західній Франції.
З початком Нормандської операції було відкрито Другий фронт. Найважливіша її особливість — величезні масштаби, велика чисельність висаджених військ та залучених сил на морі і в повітрі, які визначалися метою операції — створити самостійний фронт проти нацистської Німеччини. Подальшим завданням військ, що були висаджені, ставилося звільнення Франції і наступ на Німеччину із заходу.

## Планування та підготовка операції

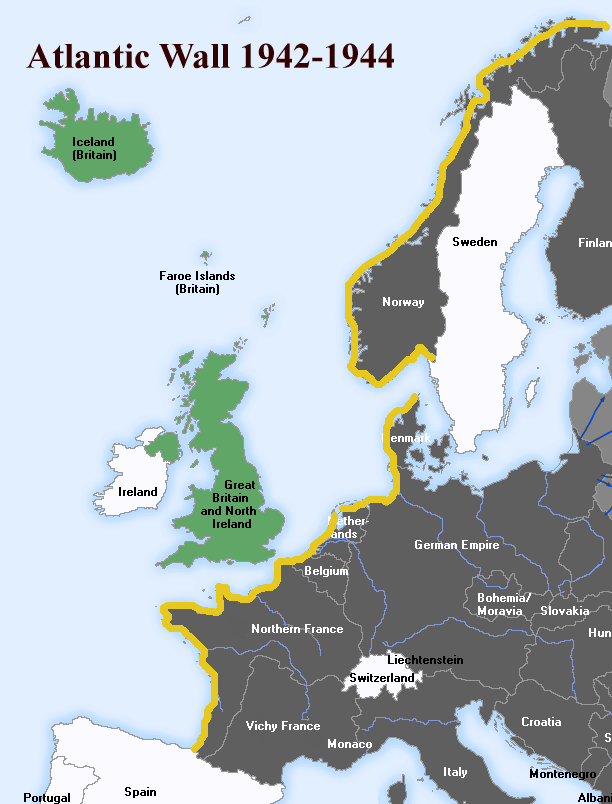
«Атлантичний Вал» (виділений оливковим кольором)
Третій Рейх, його союзники та окуповані зони
Союзники

### Передумови операції

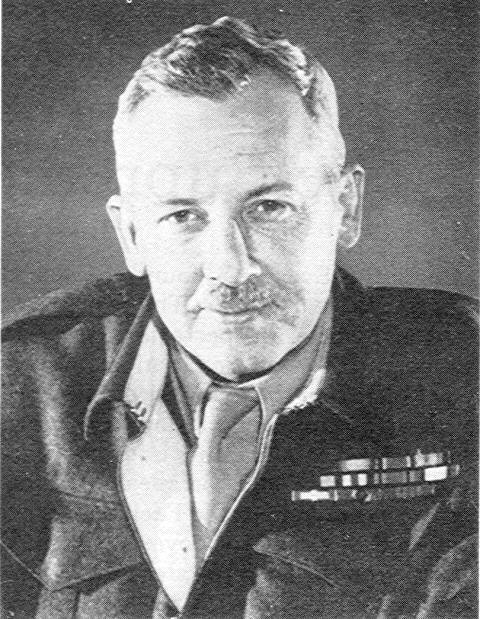
Фредерік Морган — автор плану вторгнення союзників у Франції

Нормандська десантна операція ретельно планувалася і готувалася дуже тривалий час. Початок розробки плану висадки союзних військ у Франції було остаточно покладено в серпні 1943 року, після того, як президент США Франклін Делано Рузвельт і прем'єр-міністр Великої Британії Вінстон Черчилль зустрілися на конференції у Квебеку. Лідери США, Великої Британії та Канади домовилися про концентрацію основної частини союзних військ у Великій Британії і про розробку плану вторгнення до північно-західної Європи. Попередня дата початку вторгнення була встановлена на травень 1944 р., крім цього, тоді ж операції було присвоєне кодове найменування «Оверлорд» та був створений об'єднаний англо-американський штаб з його розробки. Головою штабу було призначено генерал-лейтенанта Фредеріка Моргана. Але бі́льшу частину плану висадки союзних військ продумав британський фельдмаршал Бернард Монтгомері.
Безпосереднє керівництво англо-американськими силами вторгнення в Нормандії 6 червня 1944 року здійснював Дуайт Ейзенхауер. Після успішної висадки ад'ютант командувача знайшов у його кишені заготовлений текст звернення в разі поразки: 
«Наша висадка в районі Шербур-Гавр не призвела до утримання плацдарму, і я відвів війська. Моє рішення атакувати в цей час і в цьому місці було засноване на тій інформації, яку я мав. Війська, авіація і флот зробили все, що могли зробити хоробрість і вірність обов'язку. Якщо хтось винен у невдачі цієї спроби, то це тільки я».

## Хід операції
Надалі, після успішної висадки десанту і опанування своїми плацдармами війська повинні були здійснити прорив оборони противника на східному фланзі (в області Кана). Таким чином, Монтгомері передбачав, зв'язавши основні сили німців у вказаній зоні активними бойовими діями канадської і британської армій на сході, водночас, силами американських корпусів під командуванням генерала Омара Бредлі здійснити глибокий прорив на західному фланзі плацдарму, вийти на оперативний простір, і надалі заволодіти усією північною Нормандією, у тому числі важливим морським портом Шербур. Після завершення активної фази операції «Нептун», союзники планували продовжити наступ, який мусив простягатися по широкій дузі північніше Луари, з виходом до передмістя Парижа на 90-ту добу операції.
Наступним кроком після завершення операції «Оверлорд» планувалося, взаємодіючи з військами, які будуть висаджені на півдні Франції, відрізати війська Вермахту в південно-західній Франції, прорвати лінію Зігфрида і вторгнутися на територію Німеччини.

### Операція «Нептун»

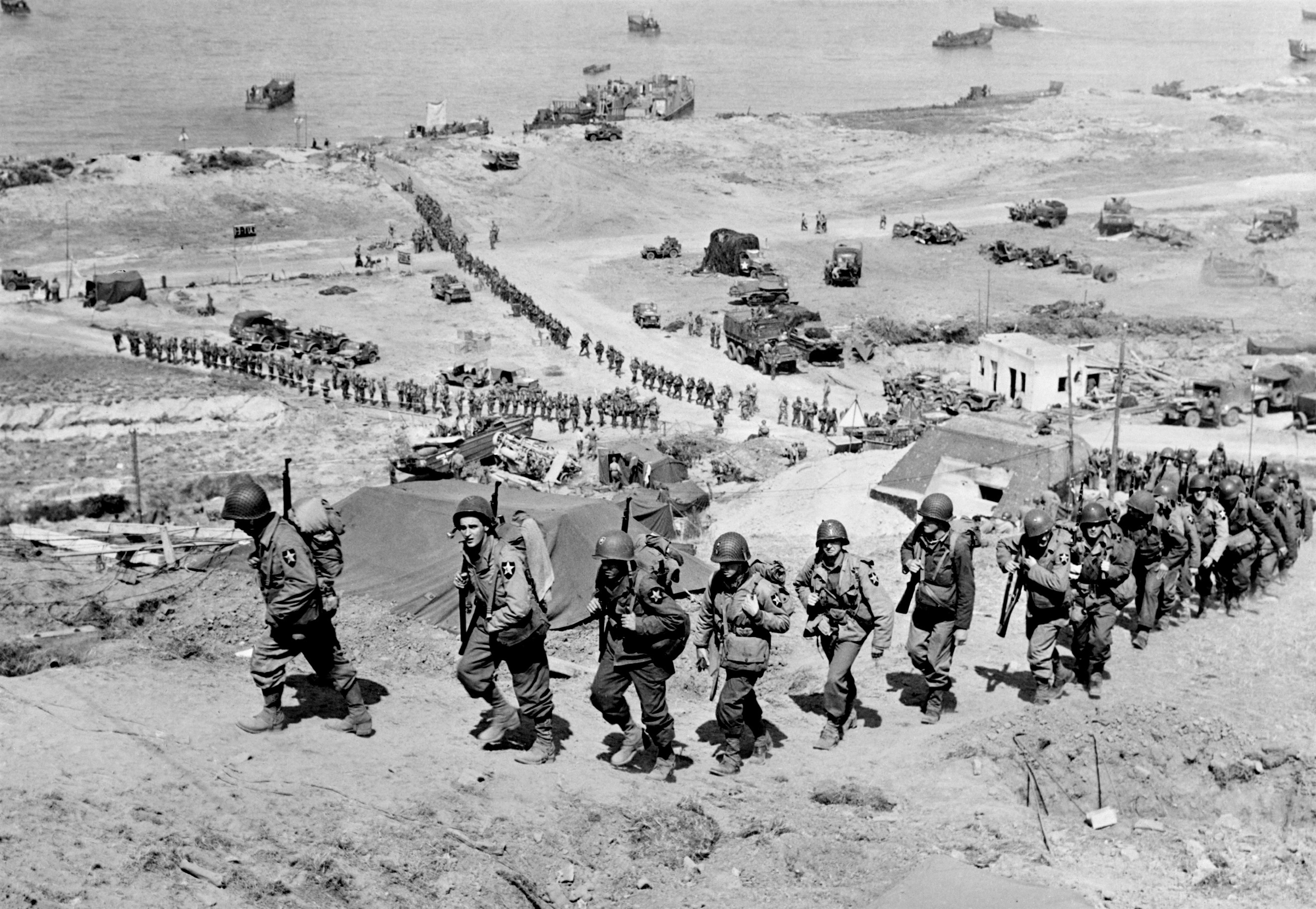
Зона висадки союзників у Франції

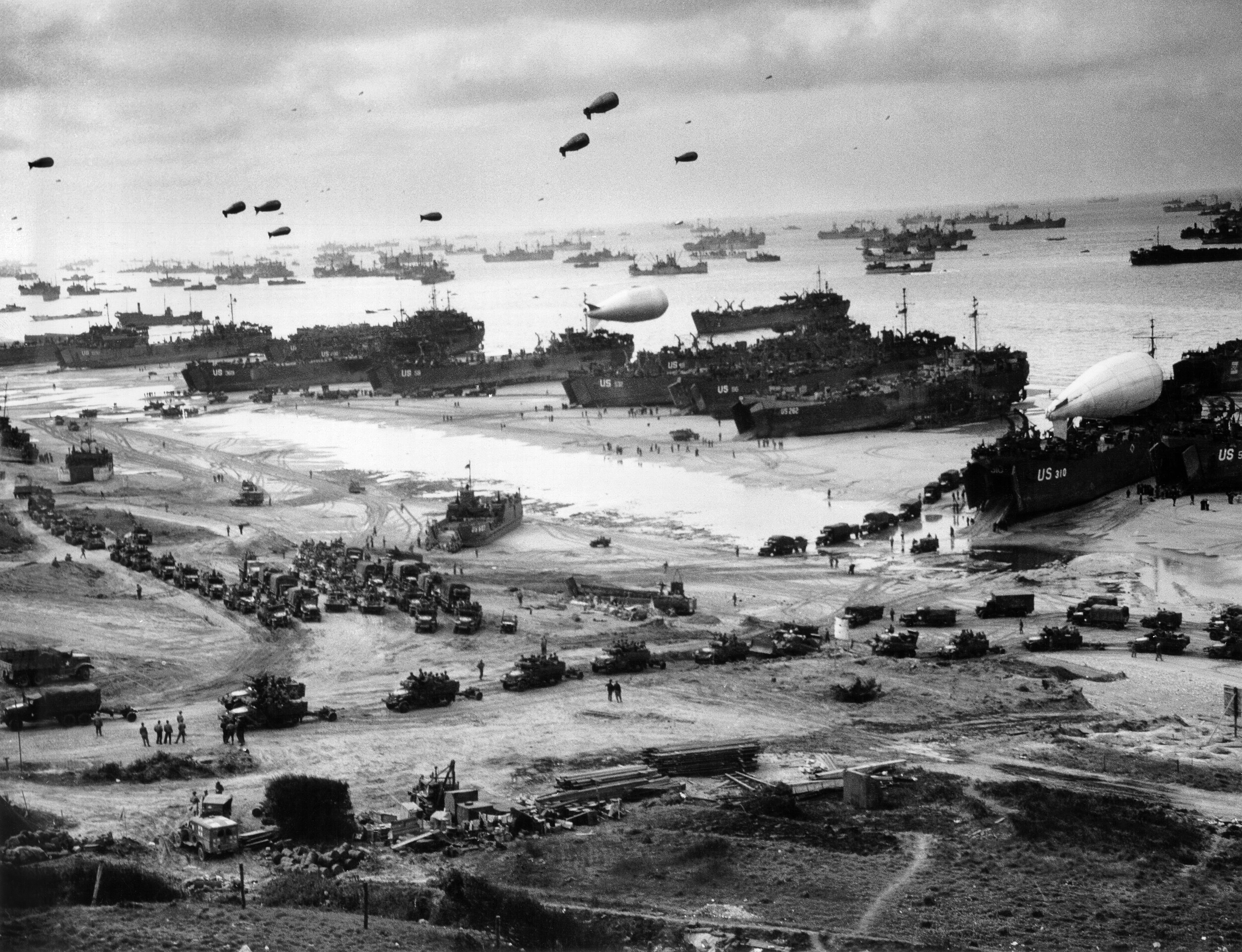
Висадка військ

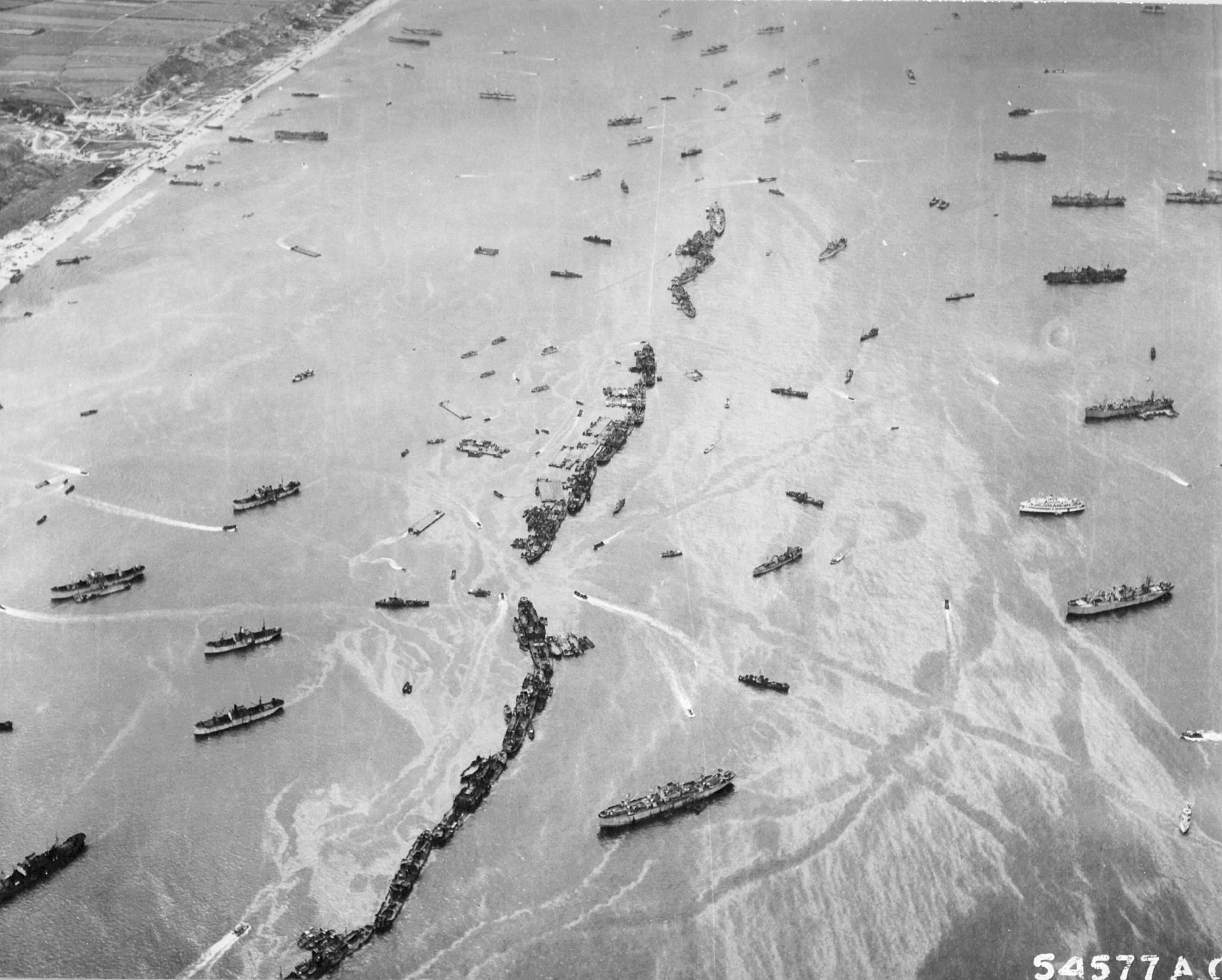
Штучний порт «Малберрі»

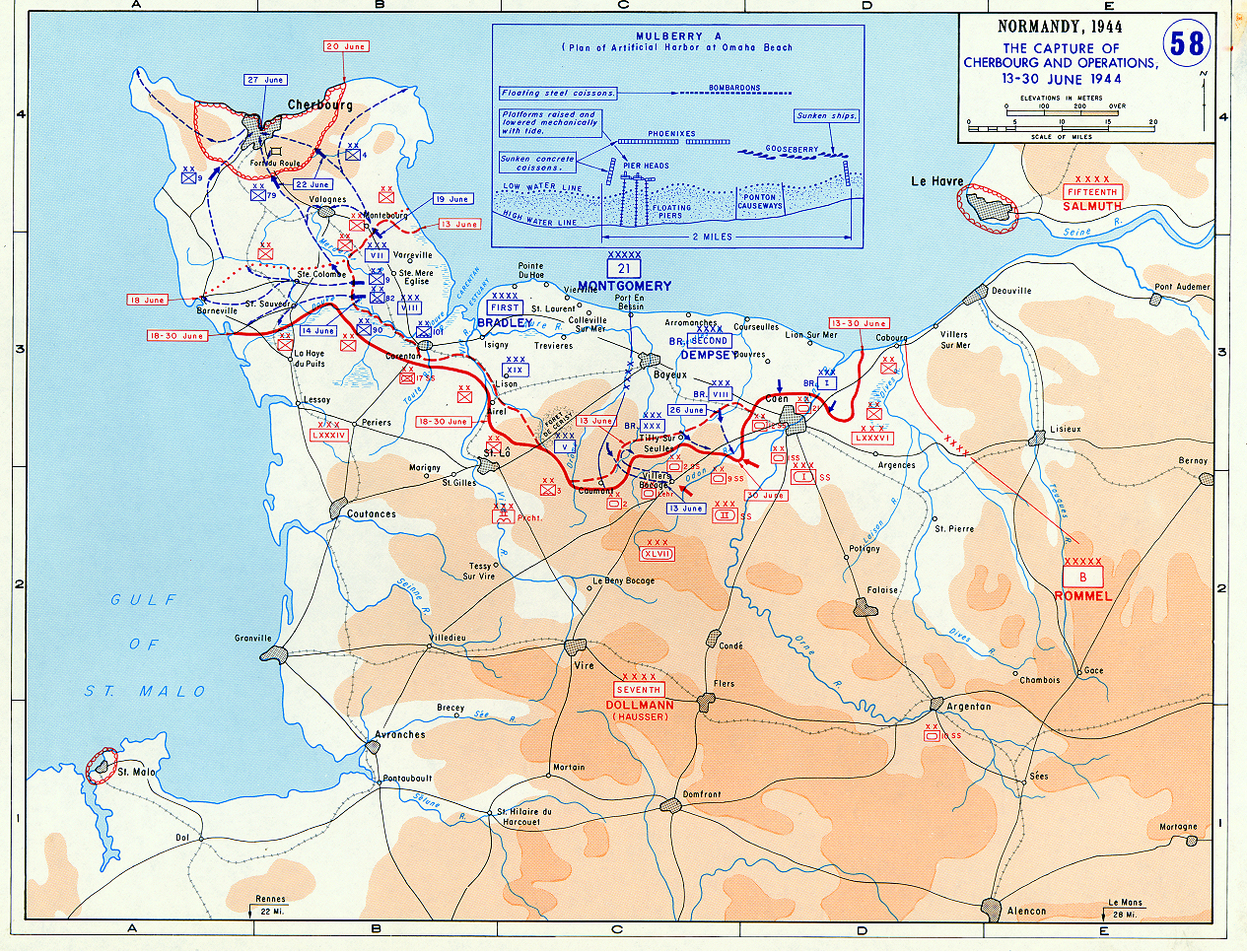
Положення сил сторін на плацдармі. 18-30 червня 1944

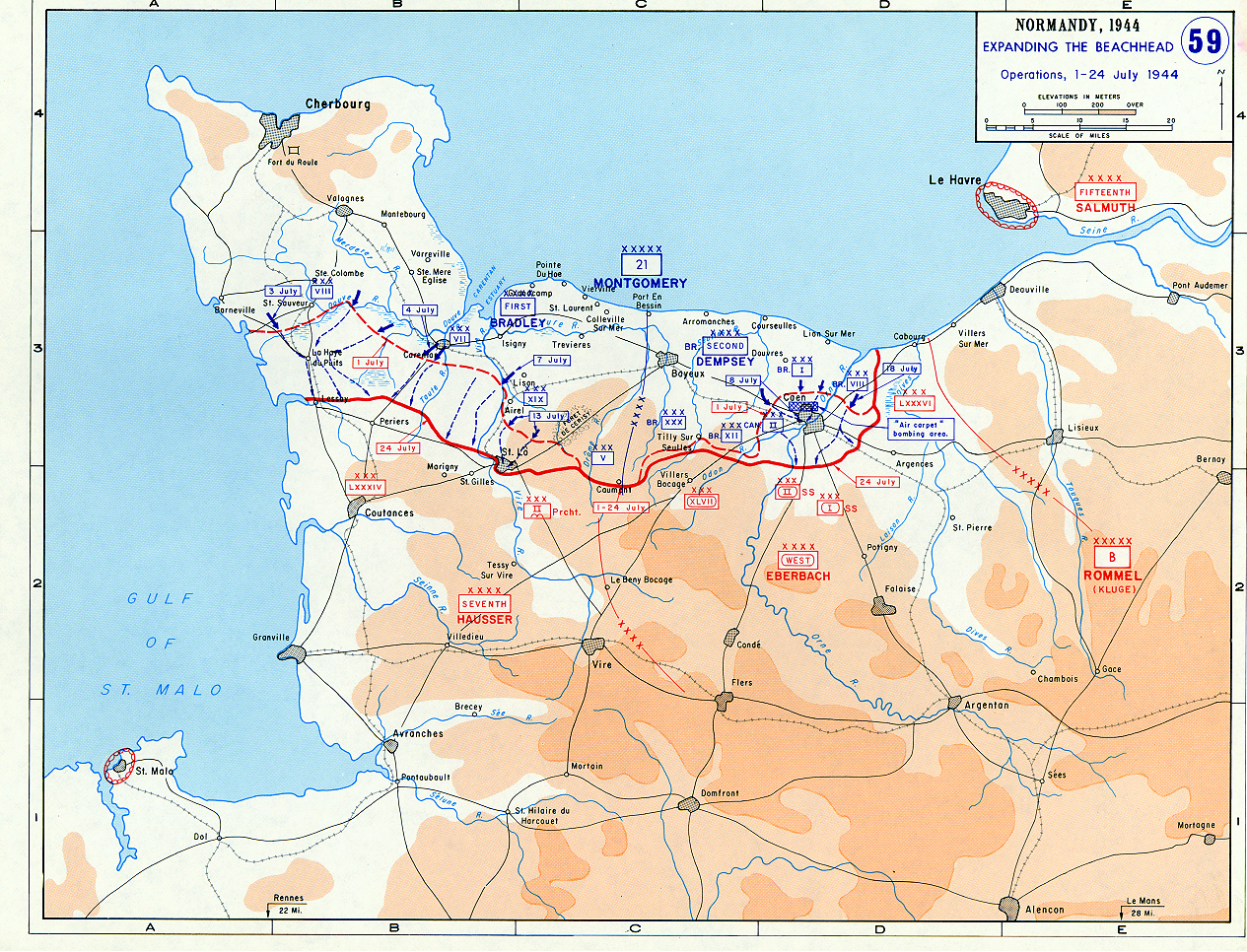
Положення сил сторін на плацдармі. 1-24 липня 1944

До кінця дня 6 червня в англійському і американському секторах було висаджено 5 піхотних, 3 повітряно-десантні дивізії і танкова бригада, загальним складом близько 200 тис. солдатів і офіцерів. Їм вдалося захопити берегову смугу завглибшки від 3 до 5 км, щоправда, не по всьому фронту. Плацдарми були повністю звільнені від противника лише 7 червня. На другій і на третій день, тобто 7 і 8 червня, англо-американські війська закріплювалися на плацдармі, паралельно продовжувалася висадка нових ешелонів військ. Наприкінці третьої доби на узбережжі вже знаходилися 8 піхотних, танкова, 3 повітряно-десантних дивізії та значна кількість засобів посилення.
Вранці 9 червня війська перейшли в наступ з метою об'єднання ділянок висадки. До 12 червня це завдання було виконане, єдиний плацдарм мав ширину по фронту близько 80 км і глибину 13-18 км. Нині на узбережжі знаходилися 16 піхотних і 3 бронетанкових дивізії — всього 326517 чоловік, 54186 бойових і транспортних машин і 104428 т військового спорядження. Почалося тривале і планомірне накопичення військ на узбережжі.
Американські війська почали наступ у північно-західному напрямку на півострів Котантен, англійські — у напрямку на Кан. Підтримуючи їх, лінкори вели вогонь на дистанції до 17 миль, крейсери — на дистанції 10-12 миль. Союзні повітряні патрулі безперервно прикривали район вторгнення і територію на глибину 100—120 км. У районі висадки постійно знаходилося 300—400 кораблів і суден, по фарватерах від контрольного району щодня слідувало в середньому до 16 конвоїв — всього близько 150 суден, не рахуючи бойових кораблів та десантних барж.

### Організація постачання військ

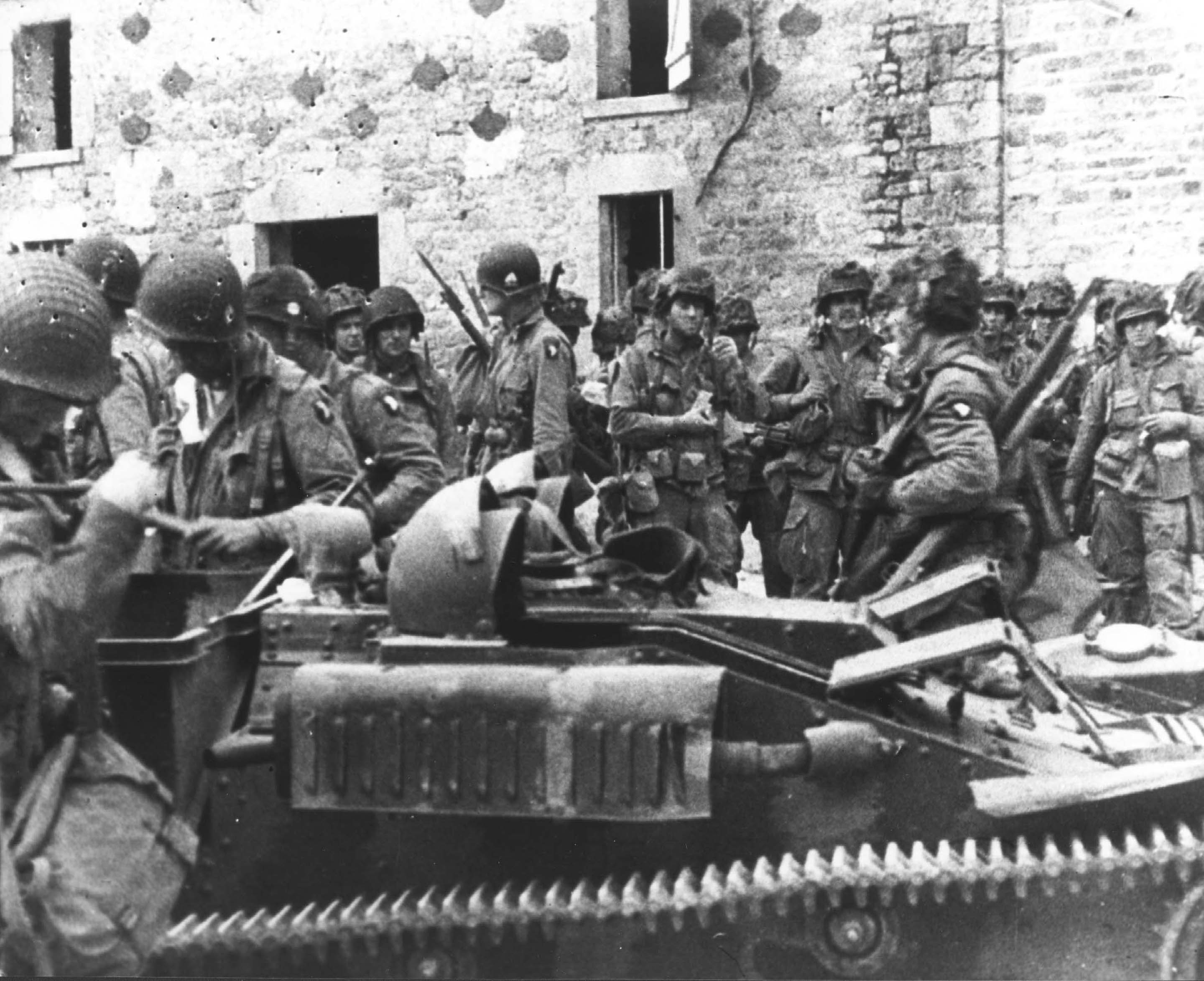
Американські десантники у французькому селі. 8 червня 1944

До кінця червня, тобто через три тижні після початку висадки, плацдарм був розширений до 100 км по фронту і на 20-40 км в глибину. На плацдармі знаходилися головні сили 1-ї американської, 2-ї англійської і частина 1-ї канадської армій. На початок липня в Нормандії було зосереджено 13 американських, 11 англійських і 1 канадська дивізій загальною чисельністю близько 1 млн чоловік, 183,5 тис. бойових і транспортних машин і 650 тис. т військових вантажів, значна частина союзної тактичної авіації.
В середньому щодня перший тиждень в район висадки приходили 25 суден типу «Ліберті», 38 різних каботажних суден, 9 одиниць військового транспорту, 40 десантних суден-танконосіїв, 75 десантних барж-танконосіїв, 20 великих десантних суден для піхоти.
Так, на другий день прибуло 98 суден і великих десантних барж, на третій день — 216. Ця цифра була близька до середньої кількості суден, які прибували щодня протягом всього наступного тижня. На п'ятий день підійшли 29 суден типу «Ліберті», 44 каботажні, 31 для перевезення танків, 81 танко-десантне судно, 10 військових транспортів, 28 піхотно-десантних суден — всього 223. Про загальні масштаби перевезень дають уявлення такі цифри: до 24 дня вторгнення в район висадки було зроблено 4257 рейсів великих суден, з них 570 суден типу «Ліберті», 180 військових транспортів, 788 каботажних суден, 905 десантних суден-танконосіїв, 1442 десантні баржі-танконосії, 372 великих десантних судна для піхоти. Крім цього, було здійснено декілька тисяч рейсів десантних барж, буксирів, поромів, танкерів, допоміжних, рятувальних і госпітальних суден.

### Спорудження портів
Зайняті морською піхотою порт Курсель і гавань Пір-ан-Бессен були приведені в порядок, і на 10-й день вторгнення їх пропускна спроможність досягла 1000 т в добу.
19 червня, тобто на 14-й день вторгнення, на ділянці «Джуно» і «Омаха» була доставлена більшість великих кесонів і зовнішні головні частини плавучих пірсів гаваней «Малберрі». Але шторм, який трапився незабаром наніс значний збиток цім портам. І хоча, незавершені споруди в гаванях «Малбері» сильно постраждали, але все ж витримали натиск хвиль, і за ними відстоялися 155 суден і барж, понад 800 суден різних типів було викинуто на берег і пошкоджено. 320 з 650 танко-десантних суден вийшли з ладу. Союзний флот за ці дні зазнав більших втрат, ніж від протидії з боку німців, які протягом першого місяця операції знищили і пошкодили 261 судно, тобто в 3 рази менше.
Після заняття Гавра і Бреста через Ла-Манш були прокладені трубопроводи для подачі до Нормандії рідкого палива. До робіт з їх прокладання приступили через декілька днів після початку вторгнення. Надалі труби протягнулися по французькій території на сотні кілометрів. Пропускна спроможність всіх трубопроводів була доведена до 5000 т рідкого палива на добу.

### Заняття Шербура
24 червня американські війська, просуваючись по півострову Котантен, притиснули німецькі частини між мисами Ла-Хог і Барфлер, з Шербуром в центрі, захоплення якого передбачалося з суші за сприяння кораблів. Удосвіта 25 червня з Портленду вийшла ескадра у складі американських лінкорів «Невада» і «Арканзас», крейсерів «Тускалуза», «Куїнсі», англійських крейсерів «Глазго» і «Ентерпрайз», есмінців і тральщиків. Біля полудня з дистанції 50 каб., маневруючи на протичовновому зигзагу, кораблі відкрили по батареях вогонь, що коригувався літаками.
Обстріл німецьких батарей продовжувався три години. За цей час було випущено близько 3 тис. снарядів, з них 376 305-мм і 356-мм калібрів. Зазнавши серйозних пошкоджень та великих втрат в особовому складі, берегові батареї в основному замовкли. Під прикриттям корабельної артилерії тральщики приступили до очищення від мін підходів до порту Шербур, гарнізон якого наступного дня капітулював.

### Заняття Кана
Англійські війська поступово просувалися до Кана. 7 липня його атакували 2200 важких і середніх бомбардувальників, що скинули 7 тис. т бомб. Після другої атаки з повітря вранці 9 липня англійці зайняли північно-західну частину міста, і лише 18 липня після масованого удару 2 тис. важких і середніх бомбардувальників Кан був зайнятий повністю. Велику підтримку військам подала артилерія лінкорів.
Таким чином, на момент завершення Нормандської операції 25 липня на плацдармі в Північно-Західній Франції знаходилися вже чотири армії: 1-ша і 3-тя американські, 2-га англійська і 1-ша канадська — всього 37 дивізій, з них 27 піхотних, 3 повітряно-десантних та 7 бронетанкових. В північно-західній Франції їм протистояли 29 не повністю укомплектованих німецьких дивізій, які мали на озброєнні близько 900 танків і штурмових гармат і не більше 500 літаків.